# St Breward
St Breward est une paroisse civile et un village des Cornouailles, en Angleterre.